# ملعب العقيد لطفي
ملعب العقيد لطفي هو ملعب كرة قدم مُتعدد الإستخدمات بمدينة تلمسان، الجزائر.

## وصلات خارجية
- ملعب العقيد لطفي